# Domptin
Domptin es una comuna francesa, situada en el departamento de Aisne, de la región de Alta Francia.

## Demografía
| 231 | 219 | 223 | 300 | 420 | 530 | 645 | 664 |
| Para los censos de 1962 a 1999 la población legal corresponde a la población sin duplicidades (Fuente: INSEE [Consultar]) |     |     |     |     |     |     |     |